# جون ديرينغ
جون ديرينغ (بالإنجليزية: John Deering)‏ هو لاعب كرة قاعدة أمريكي، ولد في 25 يونيو 1879 في لين في الولايات المتحدة، وتوفي في 15 سبتمبر 1943 في بيفرلي في الولايات المتحدة.

## وصلات خارجية
- جون ديرينغ على موقعبيزبول رفرنس.كوم (الدوري الرئيسي) (الإنجليزية)
- جون ديرينغ على موقعبيزبول رفرنس.كوم (الدوري الثانوي) (الإنجليزية)